# Maria Magdalenakerk (Syddjurs)
De Maria Magdalenakerk (Deens: Marie Magdalene Kirke) is een luthers aan de westelijke rand van Ryomgård gelegen kerkgebouw in de gemeente Syddjurs in de Deense regio Midden-Jutland.

## Geschiedenis
Volgens de overlevering zou de naam van de kerk te danken zijn aan twee meisjes met de namen Maria en Magdalena. Beide meisjes werden genezen door een bron ten westen van de plaats waar de kerk nu staat. Uit dankbaarheid lieten ze daarop een kerk bouwen, die de voorloper werd van de huidige kerk. Aannemelijker is dat kerk en parochie werden vernoemd naar Maria Magdalena, de vrouw die Jezus volgde en Hem als eerste zag na Zijn opstanding.
De bouw van de kerk vond plaats in de periode 1425-1458 op initiatief van het echtpaar Otto Nielsen Rosenkrantz en zijn vrouw Else Holgersdatter Krognos. De van rode baksteen gebouwde kerk staat op een granieten fundament, het bouwmateriaal van de oudere kerk. Van het oorspronkelijke gebouw bleven het schip, het koor en de apsis bewaard. De toren werd in 1593 toegevoegd, de oorspronkelijk bekroning werd in 1739 vervangen door het huidige zadeldak. Aan de zuidkant werd in 1639 een grafkelder gebouwd.
In de koorboog en de apsis werden in 1904 muurschilderingen ontdekt, waaronder de wapens van het oprichterspaar Otto Nielsen Rosenkrantz-Else Holgersdatter Krognos. De gewelven in het schip werden omstreeks 1500 aangebracht door kleinzoon Niels Eriksen Rosenkrantz en zijn vrouw Birgitte Olufsdatter Thott, wier wapens in het oosten van het kerkschip zijn te zien samen met een scène van het Laatste Oordeel.
De kerk stond vroeger bekend om twee eeuwenoude lijsterbesbomen, die uit de muren over het voorportaal van de kerk groeiden. De laatste boom stierf in 1980.

## Inrichting
- De kerk is rijk aan fresco's. De oudste muurschilderingen bevinden zich in de apsis en dateren uit het midden van de 15e eeuw. Te zien zijn onder andere de tronende Christus op een regenboog, de Maagd Maria en Johannes de Doper met Adam en Eva aan hun zijde. Daarnaast versieren de wapenschilden van het stichtersechtpaar en het wapen van de bisschop de gewelven.
- Het rococo altaarstuk werd in 1757 geschonken door Anne Margrethe Galten, weduwe van Jørgen Fogh-Wilster, de bewoners van de aan de zuidelijke kant van het stadje gelegen state Gammel Ryomgård.
- De preekstoel met fraai houtsnijwerk in de barokstijl stamt uit 1650. In de panelen zijn de vier evangelisten uitgebeeld. Het klankbord is van latere datum en dateert uit 1700.
- Het granieten doopvont dateert uit de vroegste tijden van de kerk. De decoraties van guirlandes op het doopvont en het deksel dateren uit 1716.
- Op de noordelijke muur hangt een laatgotisch kruisbeeld.

## Afbeeldingen

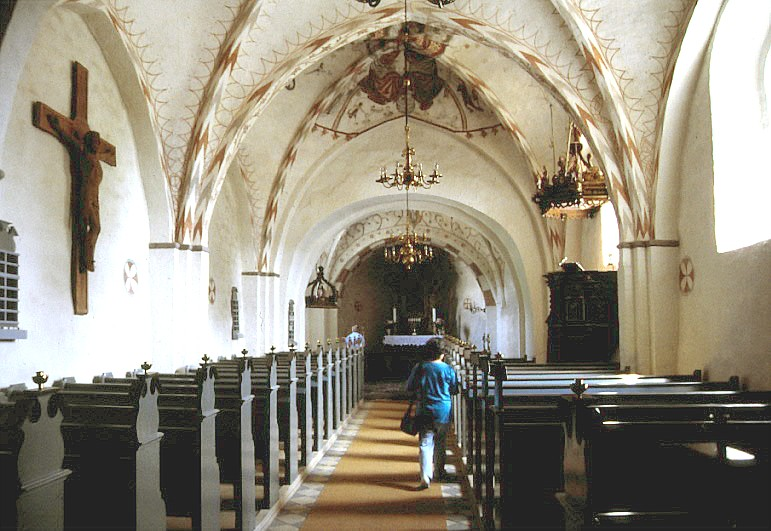
Interieur
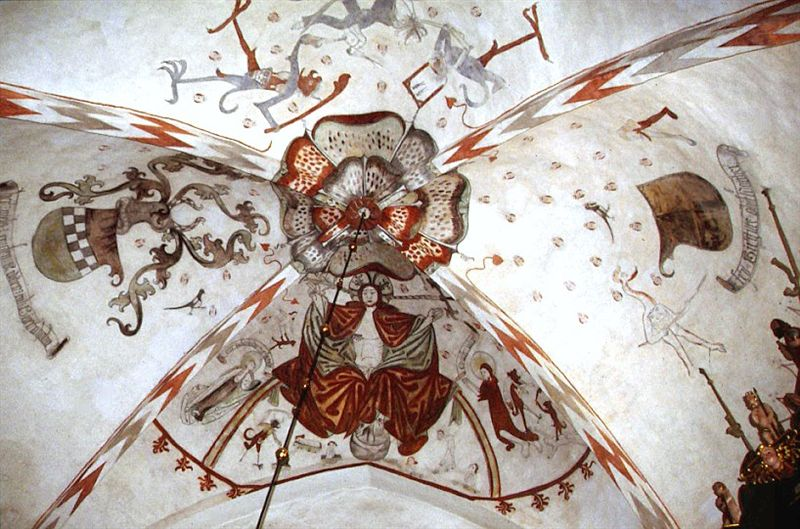
Fresco's
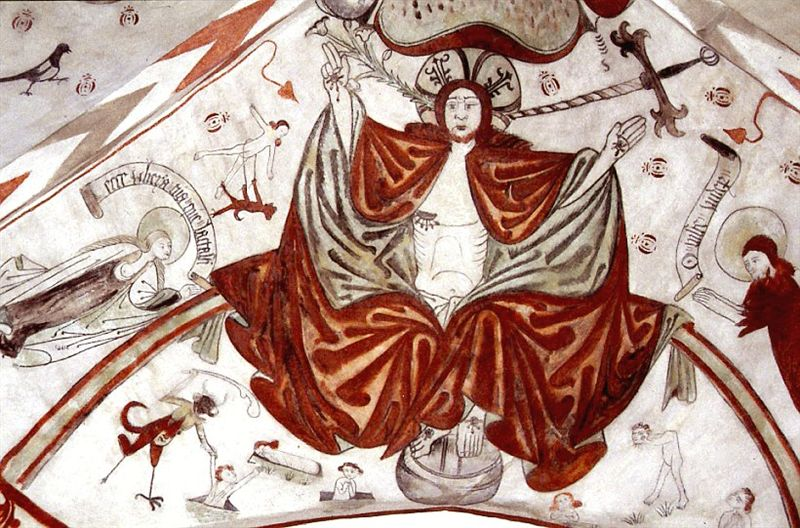
Tronende Christus
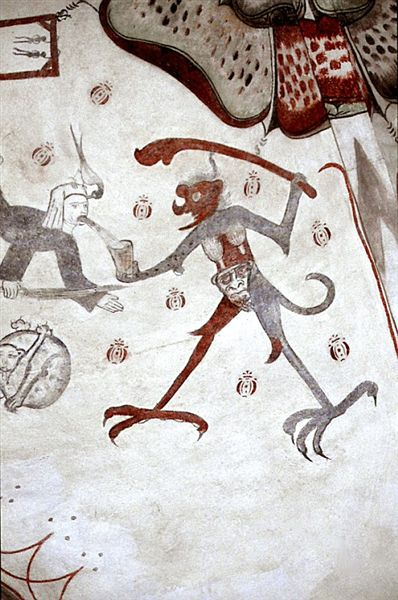
Fresco van een kwellende duivel